# Квантно стање
Квантно стање је у квантној механици низ бројева који у потпуности дефинишу и описују квантни систем. Ови бројеви се називају квантним бројевима система и како је квантна теорија недетерминистичка, бројеви су само придружени мереним параметрима система. Кванти бројеви не дају конкретну вредност неке мерене величине (на пример енергије).
У класичној механици честица може бити описана помоћу положаја и импулса. У квантној физици, због Хајзенберговог принципа неодређености ове две величине не могу у исто време тачно да се измере, па се зато честице описују помоћу квантних бројева који су специфични за описивани систем. На пример, стање или положај једне честице која се налази у једнодимензионалној кутији могу се дефинисати једним квантним бројем који је придружен енергији те честице.
Потпуно дефинисано квантно стање може се описати помоћу вектора стања, таласне функције или потпуним низом квантних бројева за одређени систем.

## Literatura
- Weinberg, S. (2002). The Quantum Theory of Fields. I. Cambridge University Press. ISBN 978-0-521-55001-7.

- Isham, Chris J (1995). Lectures on Quantum Theory: Mathematical and Structural Foundations. Imperial College Press. ISBN 978-1-86094-001-9.
- Bratteli, Ola; Robinson, Derek W (1987). Operator Algebras and Quantum Statistical Mechanics 1. Springer. ISBN 978-3-540-17093-8. 2nd edition. In particular, see Sec. 2.3.
- Bengtsson, I.; Życzkowski, K. (2006). Geometry of Quantum States. Cambridge: Cambridge University Press., second, revised edition (2017)